# Episodi di Aftermath (serie televisiva)
La prima e unica stagione della serie televisiva Aftermath è stata trasmessa in anteprima negli Stati Uniti d'America su Syfy e in Canada su Space tra il 27 settembre 2016 e il 20 dicembre 2016.
| nº | Titolo originale                    | Titolo italiano | Prima TV USA/Canada | Prima TV Italia |
| -- | ----------------------------------- | --------------- | ------------------- | --------------- |
| 1  | RVL 6768                            |                 | 27 settembre 2016   |                 |
| 2  | In Rats Alley                       |                 | 4 ottobre 2016      |                 |
| 3  | In Our Empty Rooms                  |                 | 11 ottobre 2016     |                 |
| 4  | Fever of the Bone                   |                 | 18 ottobre 2016     |                 |
| 5  | A Clatter and a Chatter             |                 | 25 ottobre 2016     |                 |
| 6  | Madame Sosostris                    |                 | 1º novembre 2016    |                 |
| 7  | What the Thunder Said               |                 | 8 novembre 2016     |                 |
| 8  | Here Is No Water But Only Rock      |                 | 15 novembre 2016    |                 |
| 9  | The Barbarous King                  |                 | 22 novembre 2016    |                 |
| 10 | Hieronymo's Mad Againe              |                 | 29 novembre 2016    |                 |
| 11 | Where the Dead Men Lost Their Bones |                 | 6 dicembre 2016     |                 |
| 12 | Now That We Talk of Dying           |                 | 13 dicembre 2016    |                 |
| 13 | Whispers of Immortality             |                 | 20 dicembre 2016    |                 |